# Coryphella trophina
Coryphella trophina (Bergh, 1890) è un mollusco nudibranchio della famiglia Coryphellidae.